# Fälthare

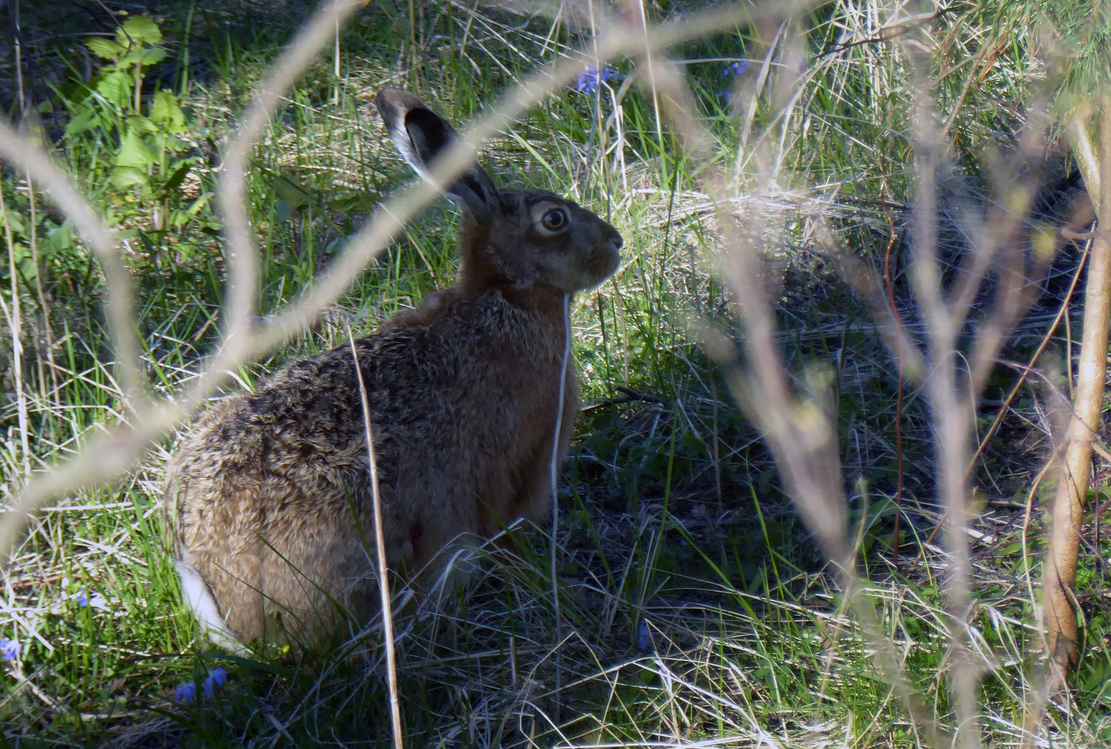
Fälthare (Lepus europaeus). Ystads Sandskog 2020.

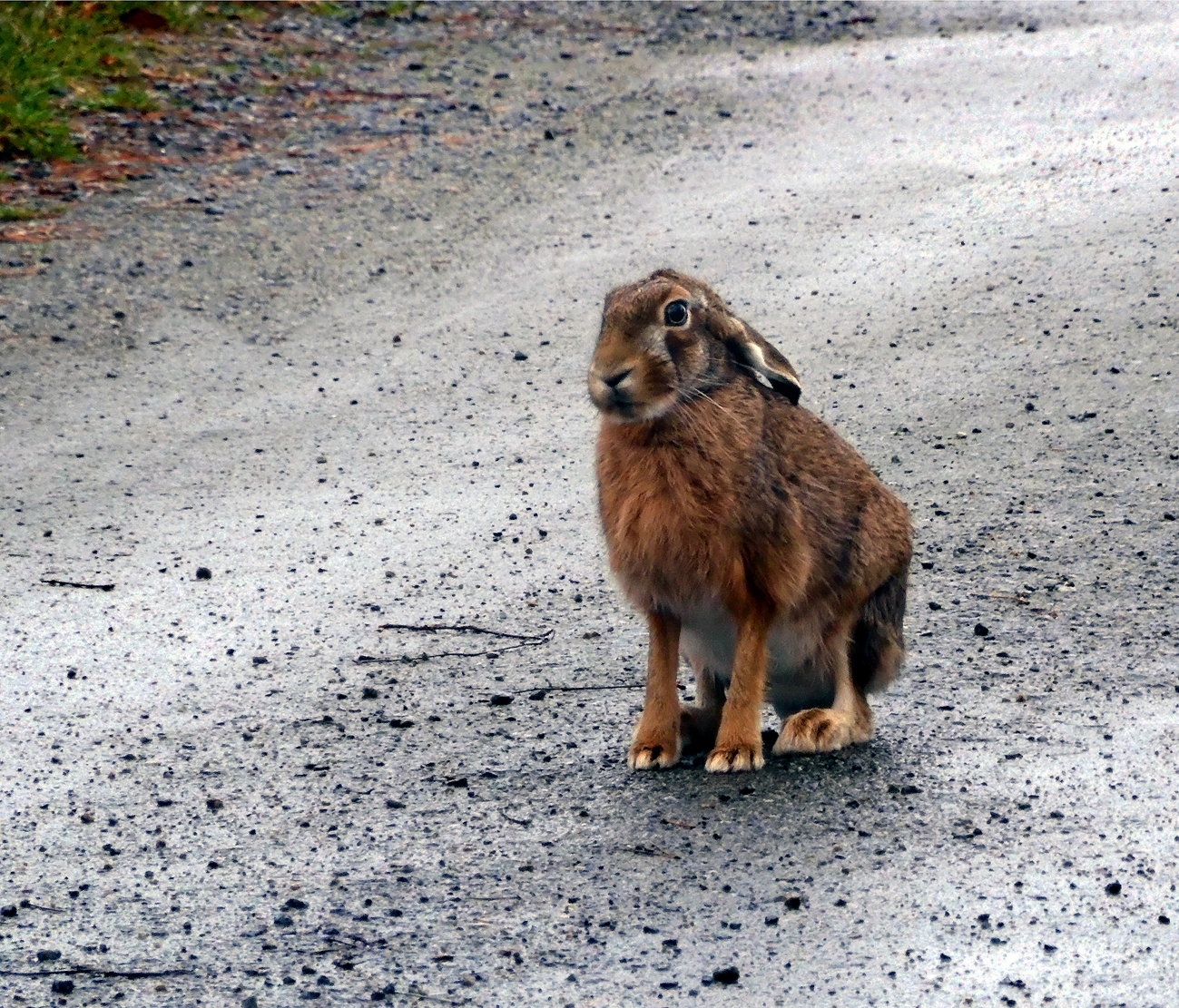
En fälthare i regnet, med fällda öron.

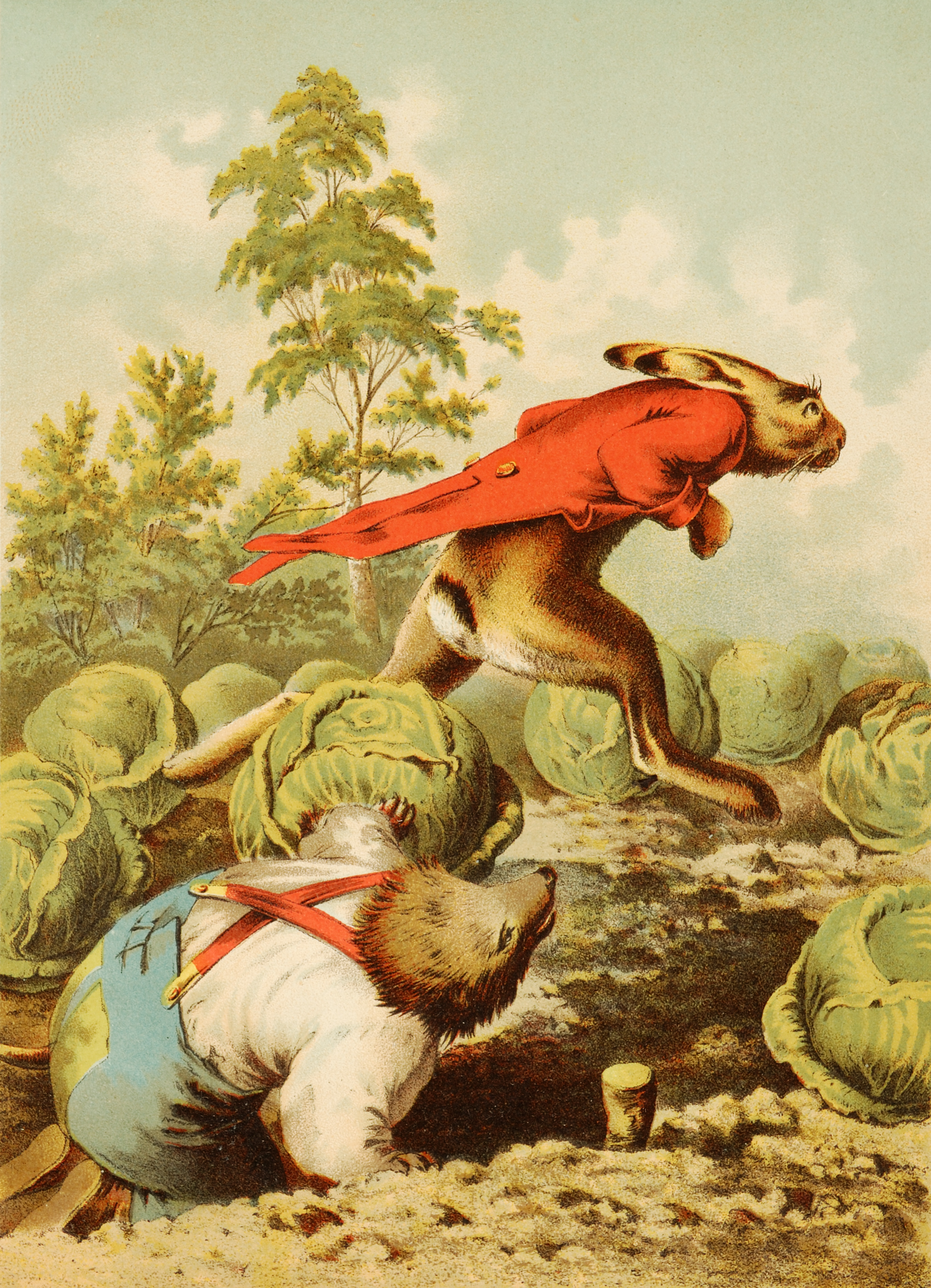
Illustration av folksagan haren och igelkotten.

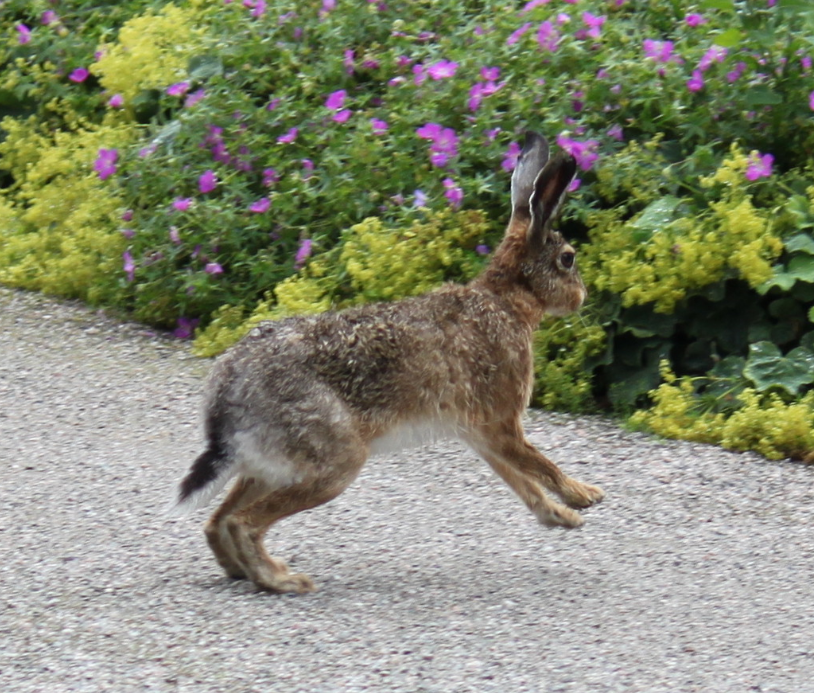
Skuttande fälthare på en grusstig.

Fälthare (Lepus europaeus) är en art av hare som tillhör familjen Harar och kaniner (Leporidae) och som förekommer naturligt i Europa, västra Asien och norra Afrika. Fältharen har också introducerats till flera olika världsdelar.

## Systematik
Fältharen beskrevs vetenskapligt av Peter Simon Pallas 1778. Tidigare ansågs kaphare, fälthare, italiensk hare, Lepus granatensis och Lepus tolai alla tillhöra samma art, men numera kategoriseras de vanligen som egna arter. I Sverige finns observationer av hybrider av skogshare och fälthare.

## Utseende
Fältharen har en längd på runt 50–70 centimeter exklusive svansen, som är 10 centimeter lång. Dess öron är längre än skogsharens. Kroppsfärgen är gråaktigt till gulaktigt brun och undre kroppsdelarna är vita. Ett tydligt särdrag som skiljer fältharen från skogsharen är svansens svarta översida. Under vinterhalvåret inträder ingen eller obetydlig färgförändring. Det kan finnas vita ställen på huvudets sidor och på öronen nära huvudet. Dessutom kan stjärten vara mera gråaktig. Fältharen väger 3–5 kg och i genomsnitt 3,8 kg.
Vid analöppning, näsa och kinder finns doftkörtlar och sekretet av de två sistnämnda ställen fördelas under pälsvården på hela kroppen. Körtelvätskan informerar artfränder om individens kön. Fältharar har väl utvecklad hörsel medan deras syn är mindre bra. På grund av ögonens position vid huvudets sidor har djuret en synvinkel av 360° men sikten framåt är därför mindre avancerad.

## Utbredning
Fältharen förekommer naturlig i Europa, västra Asien, bland annat i Pakistan, Turkiet, Iran, Irak, samt i norra Afrika. I exempelvis Alperna förekommer den upp till 1 600 meter över havet. Fältharen har introducerats till olika världsdelar och är numera etablerad i östra Nordamerika, på Nya Zeeland, i Australien, på Tasmanien, Falklandsöarna, Barbados och Réunion.

### Förekomst i Sverige
Fältharen är inte ursprunglig i Sverige, men har fått stor spridning.
Den hämtades från norra mellaneuropa och inplanterades redan av drottning Kristina på Lovön, där sedan ett bestånd spred sig till angränsade öar i Mälaren. På 1860-talet inplanterades den på nytt i Stockholmstrakten, liksom på Öland och Ven. Särskilt på Ven trängde den snabbt undan skogsharen. Den inplanterades i Sverige 1886–87 i Skåne, och har därefter förökat sig betydligt.

## Ekologi
Arten föredrar stäpp och annat gräsland som habitat men den lever även i skogar och bergsregioner. Fälthare trivs i öppna marker och föredrar om det finns inslag av buskar men bor även i skogar och kärrmarker. Den äter blad av örter samt gräs. I mindre mått ingår rötter, spannmål och växter med en större andel lignin (till exempel bark eller kvistar) i födan. Fältharen är mycket skygg och lever utanför parningstiden ensam. Den lämnar sitt gömställe vid skymningen och kommer tillbaka först strax före soluppgången. I regioner med låg solstånd kan den redan vara aktiv på eftermiddagen. Ibland vandrar fältharen upp till 1,8 km innan den börjar äta och under hela natten kan den vandra 15 km. Under dagen sitter den utan rörelse i en grop med huvudet riktat mot vinden för att upptäcka faror så tidigt som möjligt.
Fältharen är det snabbaste landlevande djuret i Sverige och kan komma upp i hastigheter upp mot 75 kilometer i timmen. Vanligtvis har den under flykten en hastighet av 50 km/t. Det finns dock fåglar (exempelvis pilgrimsfalken) som är betydligt snabbare än så. För att undkomma förföljelsen byter fältharen plötsligt riktning eller hoppar. Djuret har förmåga att hoppa 3 meter högt och 7 meter långt.

### Fortplantning
Under parningstiden strider harar av hankön om en hona. Mellan januari och september är honan parningsberedd ungefär var 38:e dag. Under parningsleken blir honan förföljd av en skara hanar som försöker tränga ut motståndare. På så sätt blir flocken allt mindre och till slut har bara hanen med största snabbhet och uthållighet möjlighet att para sig med honan. Själva parningsakten tar bara några få sekunder. Efter en kort vilopaus börjar leken på nytt och honan befruktas ofta av flera hanar. Efter en lyckad parning är honan dräktig i ungefär 42 dagar, annars lever hon vanligtvis monogamt med en enda hane till nästa parningsberedskap.
Mellan februari och oktober föder honan, tre till fyra dagar efter det att hon blev befruktad på nytt, ungdjuren från det förra parningstillfället. Ibland kan honan vara dräktig med embryon i olika utvecklingsstadier. Före födelsen gräver honan en grop i marken som skyddar ungdjuren mot vind. Honan föder upp till fem ungar åt gången, men vanligtvis blir det två till tre. Nyfödda fältharar har redan päls samt synförmåga och förmåga att röra sig, de kallas därför borymmare. De väger vid födelsen 100 till 165 g (genomsnitt 123 g). Honan diar sina ungar tre till fem veckor, vanligtvis kort efter solnedgången och ibland även på morgonen. Vid dessa tillfällen stannar honan bara tre till fyra minuter i boet på grund av att hennes kroppslukt lockar fiender till platsen. Under tider där honan diar, avvärjer hon kontaktförsök från hanar.
Efter cirka fem månader är ungarna lika stora som de vuxna individerna. Några ungar som föds tidigt på våren kan para sig samma år.

### Nativitet och sjukdomar
De flesta fältharar dör under andra levnadsåret eller tidigare och den äldsta kända individen blev något över 12 år gammal. Sjukdomar anses vara fälthararnas vanligaste dödsorsak, och en sådan sjukdom är harpest.

## Fältharen och människan

### Jakt
Huvudartikel: Småviltjakt
Det är populärt att jaga fälthare. I Europa skjuts varje år runt fem miljoner individer. I Sverige varierar antalet skjutna fältharar från år till år. Siffran ligger mellan 35 000 och 125 000 (under 1950-talet) individer, Fälthare jagas främst med drivande hund som stövare, men även jakt med stötande hund och klappjakt är vanligt. Köttet beskrivs som välsmakande, och har använts inom La haute cuisine.

### Status och hot
I vissa europeiska regioner har fältharen minskat varför jakten på flera av dessa platser har minskat och istället fokuserats på fältharens predatorer. Det anses dock klarlagt att jakttrycket på fälthare inte påverkar dessa populationers storlek. Största hotet mot fältharen är habitatförlust på grund av intensivt jordbruk och röjning av buskar och andra gömställen.

### I kulturen
Haren är ett vanligt och välkänt djur över stora delar av sitt utbredningsområde och förekommer i en mängd sagor, fabler och talesätt. Som fabeldjur representerar den ofta snabbhet, som i haren och igelkotten och sköldpaddan och haren. På grund av sin höga reproduktionstakt är fältharen, tillsammans med ägget, också en påsksymbol, och då kallats för påskharen. Fältharen kallas ibland även för tyskhare.